# PriceSmart
PriceSmart, Inc. (NASDAQ: PSMT) es el operador más grande de clubes de tiendas de autoservicio de ventas al por mayor por membresía de América Central y el Caribe, también presente en el mercado suramericano mediante sus sucursales en Colombia. PriceSmart ofrece sus servicios a más de 3 millones de Socios en 50 Clubes propios en 13 países y un territorio de EE. UU., el cual representa su única operación doméstica pese a estar basado en California. PriceSmart fue fundado en 1993 por Sol y Robert Price, empresarios fundadores de cadenas como Price Club y Fedmart; Robert Price es el actual presidente del consejo de administración.

## Clubes actuales
La siguiente tabla muestra los clubes en operación actual:
| Ciudades                             | Ubicaciones             | Unidades  | Total     |
| El Caribe                            | El Caribe               | El Caribe | El Caribe |
| ------------------------------------ | ----------------------- | --------- | --------- |
| Aruba                                |                         |           |           |
| Oranjestad                           | Avenue Milio J. Croes   | 1         | 1         |
| Barbados                             |                         |           |           |
| St. Michael                          | Bridgetown              | 1         | 1         |
| Jamaica                              |                         |           |           |
| Kingston                             | Red Hills Road          | 1         | 2         |
| Portmore                             | Braeton Parkway         | 1         | 2         |
| Islas Vírgenes de los Estados Unidos |                         |           |           |
| St. Thomas                           | Estate Charlotte Amalie | 1         | 1         |
| Trinidad y Tobago                    |                         |           |           |
| Trinidad                             | Chaguanas               | 1         | 4         |
| Trinidad                             | Puerto España           | 1         | 4         |
| Trinidad                             | Mausica                 | 1         | 4         |
| Trinidad                             | San Fernando            | 1         | 4         |
| República Dominicana                 |                         |           |           |
| Santo Domingo                        | Los Prados              | 4         | 5         |
| Santo Domingo                        | Arroyo Hondo            | 4         | 5         |
| Santo Domingo                        | San Isidro              | 4         | 5         |
| Santo Domingo                        | Bolívar                 | 4         | 5         |
| Santiago de los Caballeros           | Santiago                | 1         | 5         |
| Centroamérica                        |                         |           |           |
| Costa Rica                           |                         |           |           |
| San José                             | Santa Ana               | 4         | 8         |
| San José                             | Escazú                  | 4         | 8         |
| San José                             | Llorente                | 4         | 8         |
| San José                             | Zapote                  | 4         | 8         |
| Heredia                              | San Pablo (Heredia)     | 1         | 8         |
| Alajuela                             | Alajuela                | 1         | 8         |
| Cartago                              | Tres Ríos (La Unión)    | 1         | 8         |
| Guanacaste                           | Liberia                 | 1         | 8         |
| Panamá                               |                         |           |           |
| Ciudad de Panamá                     | El Dorado               | 4         | 7         |
| Ciudad de Panamá                     | Brisas                  | 4         | 7         |
| Ciudad de Panamá                     | Via Brasil              | 4         | 7         |
| Ciudad de Panamá                     | Metro Park              | 4         | 7         |
| Veraguas                             | Santiago                | 1         | 7         |
| La Chorrera                          | Costa Verde             | 1         | 7         |
| Chiriquí                             | David                   | 1         | 7         |
| Guatemala                            |                         |           |           |
| Ciudad de Guatemala                  | Miraflores              | 3         | 6         |
| Ciudad de Guatemala                  | Pradera                 | 3         | 6         |
| Ciudad de Guatemala                  | Aranda                  | 3         | 6         |
| Mixco                                | San Cristóbal           | 1         | 6         |
| Fraijanes                            | Carretera a El Salvador | 1         | 6         |
| Escuintla                            | Escuintla               | 1         | 6         |
|                                      |                         |           |           |
| Honduras                             |                         |           |           |
| Tegucigalpa                          | Florencia               | 2         | 3         |
| Tegucigalpa                          | El Sauce                | 2         | 3         |
| San Pedro Sula                       | El Playón               | 1         | 3         |
| Nicaragua                            |                         |           |           |
| Managua                              | Reparto Bolonia         | 2         | 2         |
| Managua                              | Masaya                  | 2         | 2         |
| El Salvador                          |                         |           |           |
| San Salvador                         | Santa Elena             | 2         | 4         |
| San Salvador                         | Los Héroes              | 2         | 4         |
| San Miguel                           | San Miguel              | 1         | 4         |
| Santa Ana                            | Santa Ana               | 1         | 4         |
| Suramérica                           |                         |           |           |
| Colombia                             |                         |           |           |
| Bogotá                               | Salitre                 | 2         | 10        |
| Bogotá                               | Usaquén                 | 2         | 10        |
| Cali                                 | Cañasgordas             | 2         | 10        |
| Cali                                 | Menga                   | 2         | 10        |
| Barranquilla                         | Carrera 53              | 1         | 10        |
| Medellín                             | Carrera 70              | 1         | 10        |
| Medellín                             | El Poblado              | 1         | 10        |
| Pereira                              | El Rosal                | 1         | 10        |
| Chía                                 | Autonorte               | 1         | 10        |
| Bucaramanga                          | Anillo Vial             | 1         | 10        |
| Total: 55 clubes                     |                         |           |           |